# Thiétreville
Thiétreville is een gemeente in het Franse departement Seine-Maritime (regio Normandië). De gemeente telt 356 inwoners (1999). De plaats maakt deel uit van het arrondissement Le Havre.

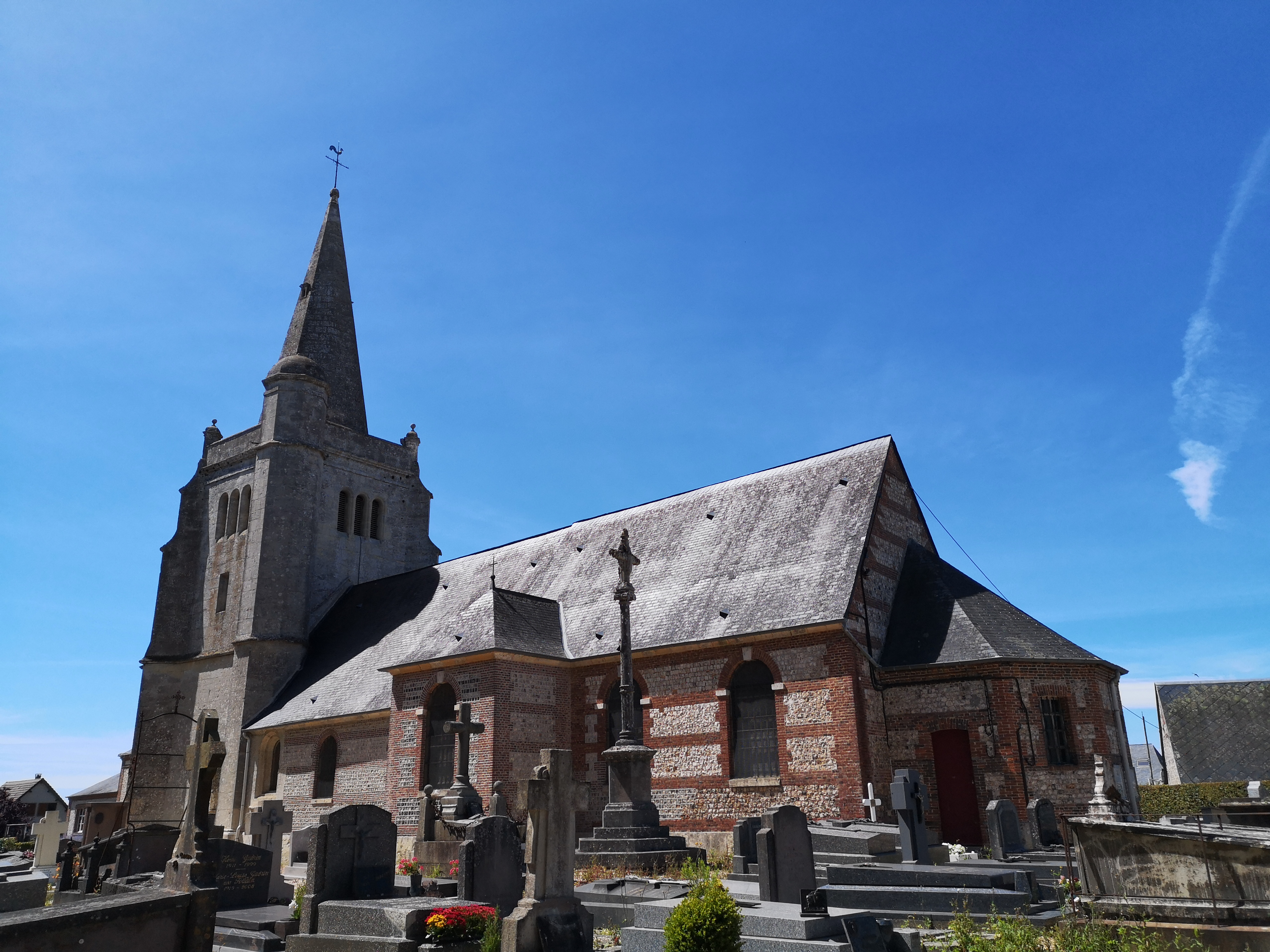
Église Saint-Martin-Saint-Éloi

## Geschiedenis
Oude vermeldingen van de plaats gaan terug tot de 12de en 13de eeuw in Sancti Martini de Tistervilla. De 18de-eeuwse Cassinikaart toont hier het dorp Thietreville.
Op het eind van het ancien régime eind 18de eeuw, toen de gemeenten werden gecreëerd, werd Thiétreville een gemeente.
In 1973 werd Thiétreville, net als de gemeenten Sorquainville en Limpiville, samengevoegd met Ypreville-Biville tot fusiegemeente Saint-Michel-en-Caux. Na minder dan 6 jaar werd de fusie echter weer ongedaan gemaakt en vanaf 1979 werd Thiétreville weer een zelfstandige gemeente.

## Geografie
De oppervlakte van Thiétreville bedraagt 5,3 km², de bevolkingsdichtheid is 67,2 inwoners per km².
In het noorden van de gemeente ligt het gehuchtje Bois-Mare, in het zuiden het gehuchtje Le Buc.
De onderstaande kaart toont de ligging van Thiétreville met de belangrijkste infrastructuur en aangrenzende gemeenten.

## Bezienswaardigheden
- De Église Saint-Martin-Saint-Éloi

## Demografie
Onderstaande figuur toont het verloop van het inwonertal (bron: INSEE-tellingen).